# Atletismo nos Jogos Paralímpicos de Verão de 2012 - Arremesso de peso feminino
As competições de arremesso em peso feminino do atletismo nos Jogos Paralímpicos de Verão de 2012 foram disputadas entre os dias 1 e 8 de setembro no Estádio Olímpico de Londres, na capital britânica. Participaram desse evento atletas divididos em 9 classes diferentes de deficiência. 

## Medalhistas

### Classe F11/12
| Ouro   | ITA Assunta Legnante |
| Prata  | CHN Hongxia Tang     |
| Bronze | CHN Liangmin Zhang   |

### Classe F20
| Ouro   | POL Ewa Durska        |
| Prata  | UKR Anastasiia Mysnyk |
| Bronze | UKR Svitlana Kudelya  |

### Classe F32/33/34
| Ouro   | GER Birgit Kober   |
| Prata  | AUS Louise Ellery  |
| Bronze | TUN Maroua Ibrahmi |

### Classe F35/36
| Ouro   | UKR Mariia Pomazan |
| Prata  | CHN Jun Wang       |
| Bronze | CHN Qing Wu        |

### Classe F37
| Ouro   | CHN Na Mi      |
| Prata  | CHN Qiuping Xu |
| Bronze | CZE Eva Berná  |

### Classe F40
| Ouro   | TUN Raoua Tlili     |
| Prata  | CHN Genjimisu Meng  |
| Bronze | MAR Najat El Garraa |

### Classe F42/44
| Ouro   | CHN Juan Yao        |
| Prata  | CHN Yue Yang        |
| Bronze | GER Michaela Floeth |

### Classe F54/56
| Ouro   | CHN Yang Liwan           |
| Prata  | GER Marianne Buggenhagen |
| Bronze | USA Angela Madsen        |

### Classe F57/58
| Ouro   | MEX María de los Ángeles Ortíz |
| Prata  | BUL Stela Eneva                |
| Bronze | NGR Eucharia Iyiazi            |

## F11/12
| Pos. | Atleta                              | Classe | 1     | 2     | 3     | 4     | 5     | 6     | Marca | Pontos | Notas                |
| ---- | ----------------------------------- | ------ | ----- | ----- | ----- | ----- | ----- | ----- | ----- | ------ | -------------------- |
| 1 !  | ITA Assunta Legnante                | F11    | 16,74 | 16,47 | 15,80 | 16,41 | 16,45 | 16,69 | 16,74 | 1011   | Recorde mundial      |
| 2 !  | CHN Tang Hongxia                    | F11    | 11,58 | 11,83 | x     | 11,44 | 12,47 | 11,29 | 12,47 | 1008   | Recorde asiático     |
| 3 !  | CHN Zhang Liangmin                  | F11    | 10,28 | x     | x     | 9,86  | 10,57 | 11,07 | 11,07 | 1003   | Recorde da temporada |
| 4    | MEX Tania Lorena Jimenez Manzanárez | F11    | 9,24  | 8,87  | 8,45  | 8,50  | 8,93  | 8,85  | 9,24  | 981    |                      |
| 5    | IRI Hajar Taktaz                    | F11    | 7,75  | x     | 8,81  | 8,48  | 8,85  | 8,84  | 8,85  | 970    | Recorde pessoal      |
| 6    | BLR Tamara Sivakova                 | F12    | 12,21 | 12,39 | x     | 11,82 | 12,08 | 12,31 | 12,39 | 966    | Recorde da temporada |
| 7    | BRA Izabela Campos                  | F11    | 8,53  | x     | 8,07  | 8,39  | 8,30  | 8,71  | 8,71  | 966    |                      |
| 8    | RUS Marta Prokofyeva                | F12    | 12,15 | 11,77 | 12,04 | 11,69 | 12,25 | 11,95 | 12,25 | 958    |                      |
| 9    | UKR Orysia Ilchyna                  | F12    | 11,76 | 11,75 | 11,76 | -     | -     | -     | 11,76 | 928    | Recorde da temporada |
| 10   | MEX Rita Elena Osorio Cota          | F11    | 7,19  | 7,80  | 7,54  | -     | -     | -     | 7,80  | 921    | Recorde pessoal      |
| 11   | VEN Yuclesy Pinto                   | F11    | 7,43  | 7,56  | 7,33  | -     | -     | -     | 7,56  | 904    |                      |
| 12   | IRL Ailish Dunne                    | F11    | 6,64  | 6,67  | 6,12  | -     | -     | -     | 6,67  | 808    |                      |
| 13   | AUT Natalija Eder                   | F12    | x     | 9,96  | 9,78  | -     | -     | -     | 9,96  | 773    |                      |
| 14   | MEX Valenzuela Álvarez              | F12    | 9,95  | 9,41  | x     | -     | -     | -     | 9,95  | 772    |                      |
| 15   | FRA Rose Welepa                     | F12    | 9,89  | 9,80  | 9,62  | -     | -     | -     | 9,89  | 766    | Recorde pessoal      |
| 16   | MAS Hamela Devi Enikutty            | F12    | 8,40  | 9,77  | 9,23  | -     | -     | -     | 9,77  | 753    |                      |
| 17   | ARG Mariela Almada                  | F12    | 9,46  | 9,47  | 9,72  | -     | -     | -     | 9,72  | 747    |                      |
| 18   | IRL Nadine Lattimore                | F11    | 5,78  | 6,06  | 5,79  | -     | -     | -     | 6,06  | 705    |                      |
| 19 ! | COL Yesenia Maria Restrepo Muñoz    | F11    | x     | x     | x     | -     | -     | -     | NM    | 0      |                      |

## F20
| Pos. | Atleta                         | 1     | 2     | 3     | 4     | 5     | 6     | Marca | Notas               |
| ---- | ------------------------------ | ----- | ----- | ----- | ----- | ----- | ----- | ----- | ------------------- |
| 1 !  | POL Ewa Durska                 | 13,08 | 13,40 | 13,51 | 13,80 | x     | 12,80 | 13,80 | Recorde paralímpico |
| 2 !  | UKR Anastasiia Mysnyk          | 12,34 | 12,67 | 12,59 | 12,35 | 12,41 | 12,38 | 12,67 | Recorde pessoal     |
| 3 !  | UKR Svitlana Kudelya           | 11,74 | 12,09 | x     | x     | 12,03 | 12,24 | 12,24 |                     |
| 4    | POR Inês Fernandes             | 11,48 | 11,53 | 11,28 | 11,52 | 11,27 | 11,84 | 11,84 |                     |
| 5    | EST Sirly Tiik                 | 10,77 | 11,15 | 11,12 | 11,04 | 11,54 | 11,01 | 11,54 | Recorde pessoal     |
| 6    | GER Sandra Mast                | 11,16 | 11,26 | 10,44 | x     | 11,36 | x     | 11,36 |                     |
| 7    | MAS Nursuhana Ramlan           | 10,06 | 10,31 | 9,75  | 10,40 | 10,71 | x     | 10,71 |                     |
| 8    | VEN Eddy Guerrero              | 10,00 | x     | 9,88  | 10,22 | 10,11 | 8,78  | 10,22 | Recorde pessoal     |
| 9    | GRE Evangelia Ziska            | 9,76  | 9,74  | 9,73  | -     | -     | -     | 9,76  |                     |
| 10   | MEX Leslie Lizeth Mendoza Díaz | 9,05  | x     | 9,32  | -     | -     | -     | 9,32  |                     |
| 11   | TUR Ayşegül Tahtakale          | 8,41  | x     | 8,31  | -     | -     | -     | 8,41  |                     |

## F32/33/34
| Pos. | Atleta                      | Classe | 1     | 2    | 3    | 4    | 5    | 6    | Marca | Pontos | Notas                |
| ---- | --------------------------- | ------ | ----- | ---- | ---- | ---- | ---- | ---- | ----- | ------ | -------------------- |
| 1 !  | GER Birgit Kober            | F34    | 10,25 | x    | x    | -    | -    | -    | 10,25 | 1112   | Recorde mundial      |
| 2 !  | AUS Louise Ellery           | F32    | x     | 5,90 | 5,79 | x    | 5,75 | -    | 5,90  | 895    | Recorde paralímpico  |
| 3 !  | TUN Maroua Ibrahmi          | F32    | 5,47  | 5,60 | 5,75 | 5,11 | 5,43 | 5,25 | 5,75  | 869    | Recorde africano     |
| 4    | FIN Marjaana Huovinen       | F34    | 7,55  | 7,49 | 7,64 | 7,14 | 7,29 | 7,37 | 7,64  | 866    | Recorde pessoal      |
| 5    | GRE Maria Stamatoula        | F32    | 5,66  | x    | 4,92 | x    | x    | x    | 5,66  | 853    |                      |
| 6    | AUS Brydee Moore            | F33    | 3,93  | x    | 5,84 | 5,55 | 6,05 | x    | 6,05  | 850    |                      |
| 7    | ALG Mounia Gasmi            | F32    | x     | x    | 5,43 | 5,16 | x    | 5,56 | 5,56  | 835    |                      |
| 8    | GER Frances Herrmann        | F34    | 6,95  | 7,27 | 7,36 | 6,88 | 7,04 | 7,21 | 7,36  | 827    |                      |
| 9    | RUS Veronika Doronina       | F34    | 7,06  | 6,50 | 7,03 | -    | -    | -    | 7,06  | 784    |                      |
| 10   | GER Marie Braemer-Skowronek | F34    | 7,01  | x    | 6,98 | -    | -    | -    | 7,01  | 776    |                      |
| 11   | RUS Elena Burdykina         | F34    | 6,83  | 6,77 | 6,83 | -    | -    | -    | 6,83  | 748    |                      |
| 12   | RSA Zandile Nhlapo          | F34    | 5,37  | x    | 6,41 | -    | -    | -    | 6,41  | 680    | Recorde da temporada |
| 13   | GBR Gemma Prescott          | F32    | 3,61  | 4,19 | 4,14 | -    | -    | -    | 4,19  | 535    |                      |
| -    | UAE Thuraya Alzaabi         | F34    | x     | x    | x    | -    | -    | -    | NM    | 0      |                      |

## F35/36
| Pos. | Atleta                 | Classe | 1     | 2     | 3     | 4     | 5     | 6     | Marca | Pontos | Notas                |
| ---- | ---------------------- | ------ | ----- | ----- | ----- | ----- | ----- | ----- | ----- | ------ | -------------------- |
| 1 !  | UKR Mariia Pomazan     | F35    | 11,15 | 11,42 | 12,22 | 11,39 | x     | x     | 12,22 | 1062   | Recorde mundial      |
| 2 !  | CHN Wang Jun           | F35    | 10,59 | 11,40 | 12,00 | 11,62 | 11,81 | 12,07 | 12,07 | 1056   | Recorde asiático     |
| 3 !  | CHN Wu Qing (atleta)   | F36    | 10,60 | 9,26  | 10,18 | 10,16 | 10,64 | 10,44 | 10,64 | 1041   | Recorde mundial      |
| 4    | AUS Kath Proudfoot     | F36    | 9,621 | 9,24  | x     | 8,49  | 9,63  | 9,76  | 9,76  | 984    |                      |
| 5    | UKR Alla Malchyk       | F36    | 8,73  | 8,83  | 8,83  | 9,09  | 8,82  | 9,01  | 9,09  | 923    | Recorde da temporada |
| 6    | POL Renata Chilewska   | F35    | 9,50  | 9,54  | x     | 8,89  | x     | 9,07  | 9,54  | 873    |                      |
| 7    | CHN Jiongyu Bao        | F35    | 8,24  | 8,47  | 8,18  | 8,33  | 8,44  | 8,38  | 8,47  | 729    | Recorde pessoal      |
| 8    | BRA Marivana Oliveira  | F35    | 7,94  | 7,92  | 8,15  | x     | 8,13  | x     | 8,15  | 677    | Recorde da América   |
| 9    | RSA Chenelle van Zyl   | F35    | 6,28  | x     | 7,83  | -     | -     | -     | 7,83  | 621    |                      |
| 10   | ARG Perla Amanda Muñoz | F35    | 7,35  | 7,49  | 7,54  | -     | -     | -     | 7,54  | 567    |                      |

## F37
| Pos. | Atleta                | 1     | 2     | 3     | 4     | 5     | 6     | Marca | Notas                |
| ---- | --------------------- | ----- | ----- | ----- | ----- | ----- | ----- | ----- | -------------------- |
| 1 !  | CHN Na Mi             | 12,20 | 11,71 | 11,94 | 11,01 | 11,30 | 11,05 | 12,20 | Recorde mundial      |
| 2 !  | CHN Qiuping Xu        | 10,36 | 10,50 | 11,04 | 10,93 | 10,42 | x     | 11,04 | Recorde pessoal      |
| 3 !  | CZE Eva Berná         | 10,16 | 10,37 | 11,00 | 10,11 | x     | x     | 11,00 | Recorde europeu      |
| 4    | BRA Shirlene Coelho   | 10,27 | 10,29 | 10,01 | 9,50  | 10,57 | 10,60 | 10,60 | Recorde da América   |
| 5    | CHN Qianqian Jia      | 9,85  | x     | 9,57  | 10,35 | 9,99  | x     | 10,35 | Recorde pessoal      |
| 6    | UKR Viktorya Yasevych | 9,15  | x     | 9,56  | x     | 9,93  | x     | 9,93  | Recorde pessoal      |
| 7    | GBR Beverley Jones    | 8,58  | 9,62  | 9,85  | 9,46  | 9,35  | 8,92  | 9,85  |                      |
| 8    | LAT Taiga Kantane     | 8,88  | 9,05  | 8,98  | 9,01  | 9,21  | 8,41  | 9,21  | Recorde da temporada |
| 9    | VEN Yomaira Cohen     | 8,72  | 8,36  | 8,61  | -     | -     | -     | 8,72  | Recorde pessoal      |
| 10   | LAT Liene Grutzite    | 7,83  | 7,11  | 6,78  | -     | -     | -     | 7,83  |                      |

## F40
| Pos. | Atleta                 | 1    | 2    | 3    | 4    | 5    | 6    | Marca | Notas                |
| ---- | ---------------------- | ---- | ---- | ---- | ---- | ---- | ---- | ----- | -------------------- |
| 1 !  | TUN Raoua Tlili        | 9,42 | 9,86 | 9,35 | 9,64 | 9,77 | 9,83 | 9,86  | Recorde mundial      |
| 2 !  | CHN Genjimisu Meng     | 7,95 | 9,13 | 8,73 | x    | 8,49 | 8,82 | 9,13  | Recorde asiático     |
| 3 !  | MAR Najat El Garraa    | 8,23 | 8,40 | x    | 8,04 | 8,30 | 8,62 | 8,62  | Recorde pessoal      |
| 4    | MAR Laila El Garraa    | 7,33 | 7,49 | 7,81 | 7,69 | 8,10 | x    | 8,10  | Recorde da temporada |
| 5    | POL Daria Kabiesz      | 7,90 | x    | 7,86 | x    | 7,77 | x    | 7,90  |                      |
| 6    | ALG Fatiha Mehdi       | 6,49 | 6,02 | x    | 5,89 | 6,37 | 6,00 | 6,49  |                      |
| 7    | MNE Marijana Goranović | 6,09 | 6,17 | 6,35 | 5,77 | 6,06 | 6,23 | 6,35  | Recorde pessoal      |

## F42/44
| Pos. | Atleta              | Classe | 1     | 2     | 3     | 4     | 5     | 6     | Marca | Pontos | Notas                |
| ---- | ------------------- | ------ | ----- | ----- | ----- | ----- | ----- | ----- | ----- | ------ | -------------------- |
| 1 !  | CHN Yao Juan        | F44    | 12,85 | 12,66 | 13,05 | 12,39 | 12,97 | 12,73 | 13,05 | 1055   | Recorde mundial      |
| 2 !  | CHN Yang Yue        | F44    | 11,53 | 11,46 | 12,02 | x     | 11,72 | 12,22 | 12,22 | 980    | Recorde da temporada |
| 3 !  | GER Michaela Floeth | F44    | 11,50 | 12,16 | 11,41 | 11,93 | x     | 12,21 | 12,21 | 979    | Recorde da temporada |
| 4    | BIH Sanela Redžić   | F42    | 8,64  | 8,31  | x     | 8,59  | 8,47  | 8,08  | 8,64  | 809    | Recorde pessoal      |
| 5    | CRO Jelena Vuković  | F42    | 7,85  | 7,62  | 7,79  | 7,72  | x     | 7,32  | 7,85  | 683    |                      |
| 6    | SAM Leitu Viliamu   | F42    | 5,18  | 4,85  | 5,32  | 5,03  | 4,35  | 4,06  | 5,32  | 257    | Recorde da temporada |

## F54/55/56
| Pos. | Atleta                          | Classe | 1    | 2    | 3    | 4    | 5    | 6    | Marca | Pontos | Notas                |
| ---- | ------------------------------- | ------ | ---- | ---- | ---- | ---- | ---- | ---- | ----- | ------ | -------------------- |
| 1 !  | CHN Yang Liwan                  | F54    | 7,44 | 7,50 | 7,27 | 6,80 | x    | 6,71 | 7,50  | 1057   | Recorde mundial      |
| 2 !  | GER Marianne Buggenhagen        | F55    | 8,27 | 8,21 | 8,32 | 7,91 | 8,16 | 7,82 | 8,32  | 946    |                      |
| 3 !  | USA Angela Madsen               | F56    | 8,48 | 8,40 | 8,63 | 7,91 | 8,18 | 8,88 | 8,88  | 934    | Recorde paralímpico  |
| 4    | GER Martina Willing             | F56    | 8,80 | 8,46 | 8,86 | 8,40 | 8,38 | 8,66 | 8,86  | 931    |                      |
| 5    | TUN Hania Aidi                  | F54    | 6,30 | 5,21 | 5,92 | 5,96 | 6,24 | 5,94 | 6,30  | 904    | Recorde da temporada |
| 6    | SLO Tatjana Majcen              | F54    | 6,11 | 5,93 | 5,82 | 6,03 | 6,24 | 6,02 | 6,24  | 894    |                      |
| 7    | TUN Fadhila Nafati              | F54    | 6,02 | 6,21 | 5,92 | 6,05 | 6,13 | 5,94 | 6,21  | 888    |                      |
| 8    | LTU Irena Perminiene            | F54    | 5,77 | 6,02 | 6,14 | x    | 4,88 | 5,95 | 6,14  | 876    |                      |
| 9    | CZE Eva Kacanu                  | F54    | 5,79 | 5,98 | 5,47 | -    | -    | -    | 5,98  | 846    | Recorde da temporada |
| 10   | IRI Marziyeh Sedighi Saghinsara | F54    | 5,69 | 5,86 | 5,93 | -    | -    | -    | 5,93  | 837    |                      |
| 11   | NGR Patricia Ndidi Amaka Nnaji  | F55    | x    | 7,37 | 6,95 | -    | -    | -    | 7,37  | 813    | Recorde africano     |
| 12   | SLO Tanja Cerkvenik             | F55    | 6,75 | 6,84 | 6,48 | -    | -    | -    | 6,84  | 721    |                      |
| 13   | BUL Daniela Todorova            | F55    | 6,78 | 6,83 | 6,54 | -    | -    | -    | 6,83  | 719    |                      |
| 14   | COL Yanive Torres Martínez      | F54    | 4,37 | 5,20 | 4,85 | -    | -    | -    | 5,20  | 673    |                      |
| 15   | CRO Milka Milinković            | F55    | 5,80 | 6,46 | 6,12 | -    | -    | -    | 6,46  | 647    |                      |
| 16   | ESP Ruth Aguilar Fulgencio      | F55    | 5,29 | 5,28 | 5,19 | -    | -    | -    | 5,29  | 393    | Recorde pessoal      |

## F57/58
| Pos. | Atleta                         | Classe | 1     | 2     | 3     | 4     | 5     | 6     | Marca | Pontos | Notas                |
| ---- | ------------------------------ | ------ | ----- | ----- | ----- | ----- | ----- | ----- | ----- | ------ | -------------------- |
| 1 !  | MEX María de los Ángeles Ortíz | F58    | 11,10 | 11,39 | 11,43 | 11,12 | 10,61 | 11,02 | 11,43 | 1015   | Recorde mundial      |
| 2 !  | BUL Stela Eneva                | F58    | 11,14 | 11,22 | 11,38 | 10,89 | 10,92 | x     | 11,38 | 1012   | Recorde europeu      |
| 3 !  | NGR Eucharia Iyiazi            | F58    | 10,32 | 10,26 | 11,11 | 9,79  | 10,20 | x     | 11,11 | 997    | Recorde africano     |
| 4    | ALG Safia Djelal               | F58    | 10,05 | 10,31 | 10,52 | 9,50  | x     | 9,94  | 10,52 | 958    | Recorde da temporada |
| 5    | GER Ilke Wyludda               | F58    | 9,89  | 10,01 | 10,16 | 9,89  | 10,23 | 9,95  | 10,23 | 937    | Recorde pessoal      |
| 6    | RUS Larisa Volik               | F57    | 10,05 | 10,05 | 9,99  | x     | x     | 9,66  | 10,05 | 931    | Recorde europeu      |
| 7    | ALG Nassima Saifi              | F58    | 9,71  | 9,77  | x     | 8,73  | x     | 9,68  | 9,77  | 899    |                      |
| 8    | MEX Catalina Rosales Montiel   | F58    | 9,32  | 9,06  | 9,03  | 9,07  | x     | x     | 9,32  | 857    | Recorde da temporada |
| 9    | BUL Ivanka Koleva              | F57    | 8,48  | 8,79  | 9,10  | -     | -     | -     | 9,10  | 845    | Recorde da temporada |
| 10   | CHN Li Ling                    | F57    | 8,71  | 8,92  | x     | -     | -     | -     | 8,92  | 826    | Recorde da temporada |
| 11   | FRA Evelyne Tuitavake          | F58    | 6,66  | 7,59  | 8,09  | -     | -     | -     | 8,09  | 717    |                      |
| 12   | RUS Olga Sergienko             | F57    | x     | 7,87  | 7,55  | -     | -     | -     | 7,87  | 700    |                      |
| 13   | KEN Mary Nakhumicha Zakayo     | F57    | 7,70  | 7,63  | x     | -     | -     | -     | 7,70  | 677    |                      |
| 14   | NGR Grace Nwaozuzu             | F58    | 7,07  | 7,60  | 7,57  | -     | -     | -     | 7,60  | 651    |                      |
| 15   | SOL Hellen Glenda Saohaga      | F57    | x     | 5,00  | 5,23  | -     | -     | -     | 5,23  | 298    | Recorde da temporada |
| 16   | HAI Nephtalie Jean-Louis       | F57    | 4,75  | x     | x     | -     | -     | -     | 4,75  | 228    | Recorde da temporada |
| 17   | ZAM Rhodah Mutale              | F58    | 4,55  | 4,48  | 4,59  | -     | -     | -     | 4,59  | 200    | Recorde da temporada |
| -    | AZE Madinat Abdullayeva        | F57    | x     | x     | x     | -     | -     | -     | NM    | 0      |                      |
| -    | ALG Nadia Medjmedj             | F57    | x     | x     | x     | -     | -     | -     | NM    | 0      |                      |

Legenda
| Recorde mundial      | Recorde mundial (World record)               |                       | Recorde africano                      | Recorde africano (African) |                                           | Q | Classificado por posição (Qualified) |
| Recorde paralímpico  | Recorde paralímpico (Paralympic record)      | Recorde da América    | Recorde da América (Americas)         | q                          | Classificado por melhor tempo (Qualified) |   |                                      |
| Melhor marca do ano  | Melhor marca do ano (World leading)          | Recorde asiático      | Recorde asiático (Asian)              | DNS                        | Não largou (Did not start)                |   |                                      |
| Recorde nacional     | Recorde nacional (National record)           | Recorde europeu       | Recorde europeu (European)            | DNF                        | Não terminou (Did not finish)             |   |                                      |
| Recorde pessoal      | Recorde pessoal do atleta (Personal best)    | Recorde da Oceania    | Recorde da Oceania (Oceania)          | DSQ / DQ                   | Desclassificado (Disqualified)            |   |                                      |
| Recorde da temporada | Recorde da temporada do atleta (Season best) | Recorde sul-americano | Recorde sul-americano (South America) | NM                         | Sem marca (No mark)                       |   |                                      |